# Vícemil
Obec Vícemil (německy Witzemil) se nachází v okrese Jindřichův Hradec v Jihočeském kraji. Žije zde 73 obyvatel.

## Historie
První písemná zmínka o obci pochází z roku 1378.

## Galerie

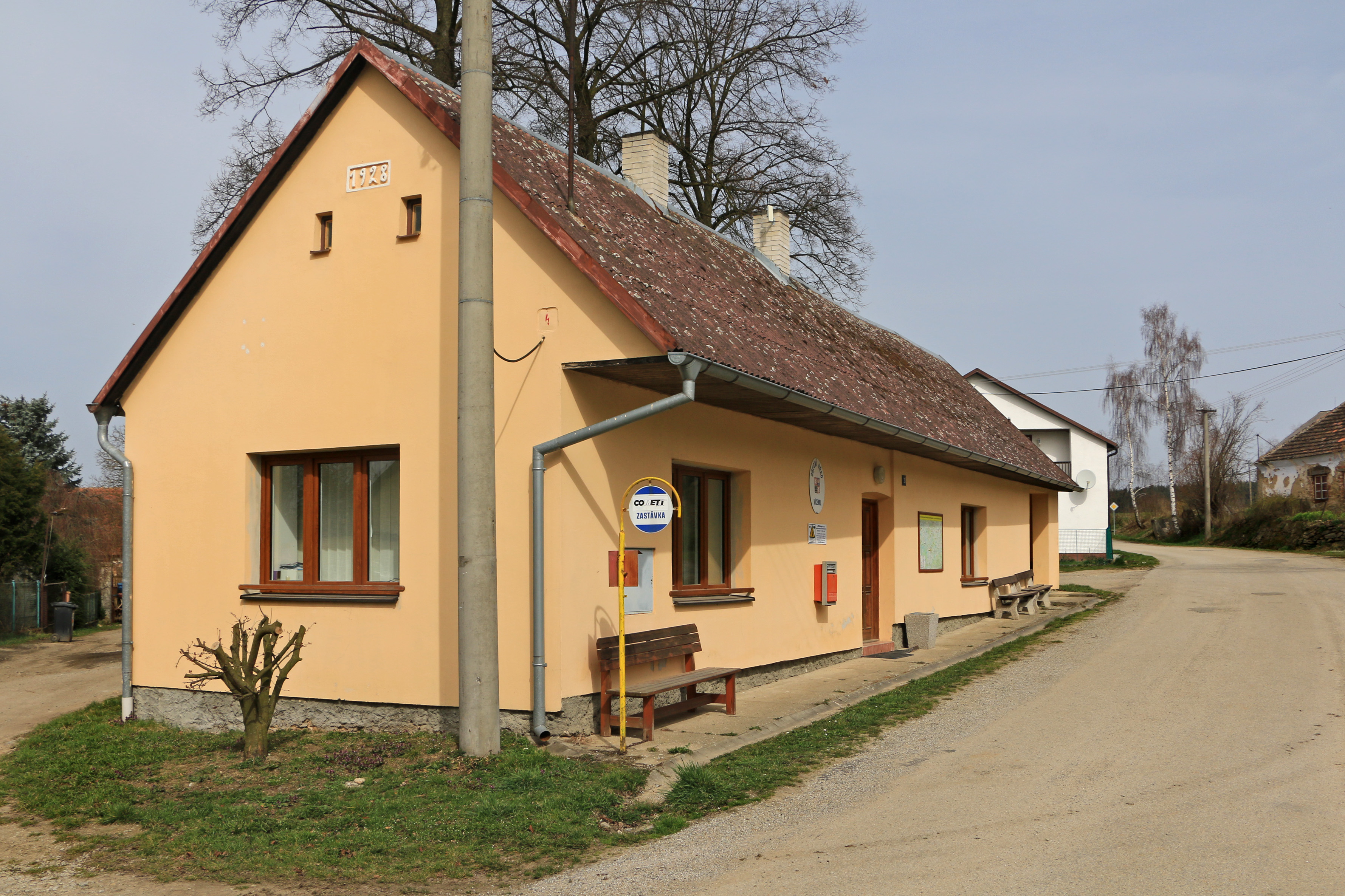
Obecní úřad
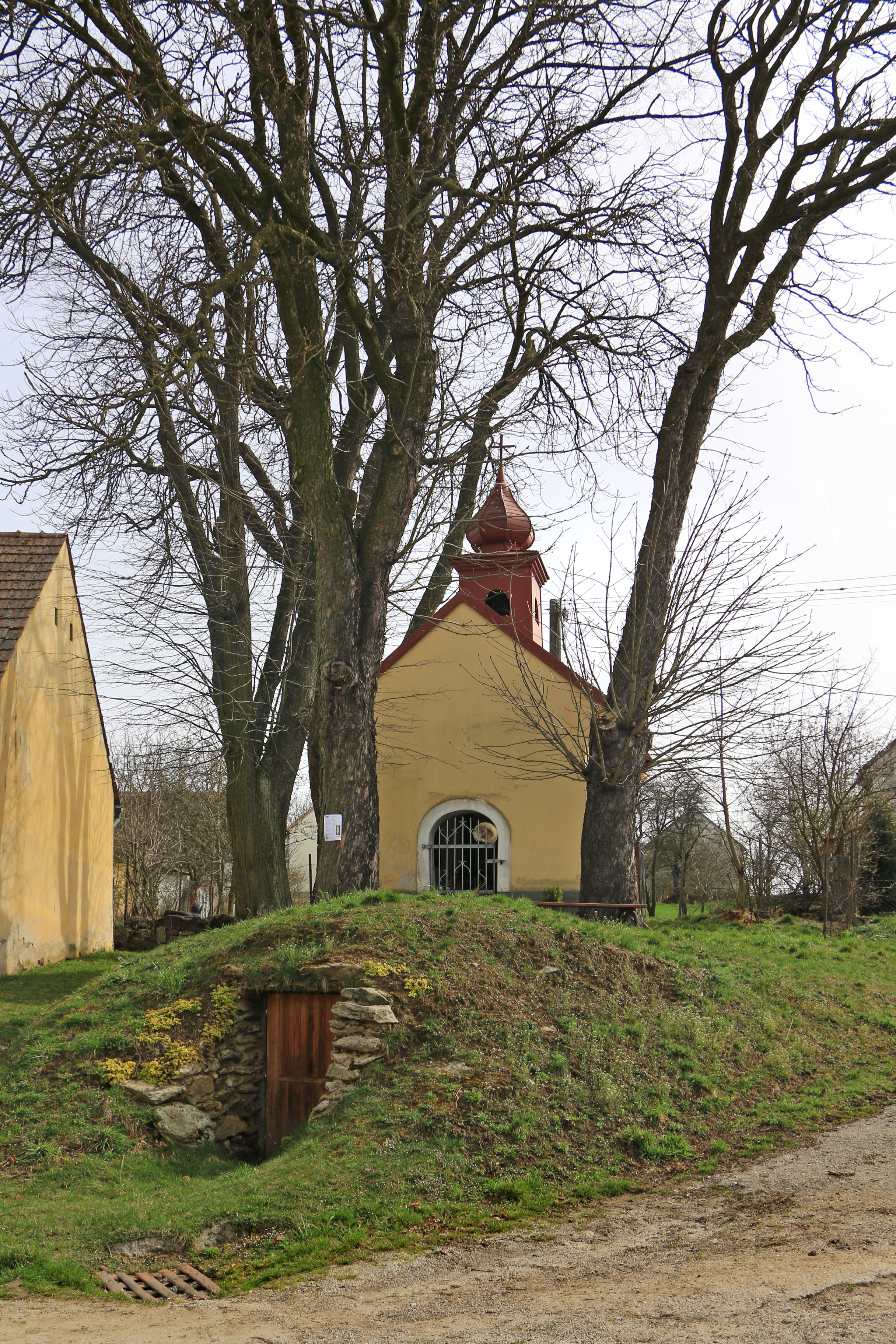
Kaple a sklípek v centru obce
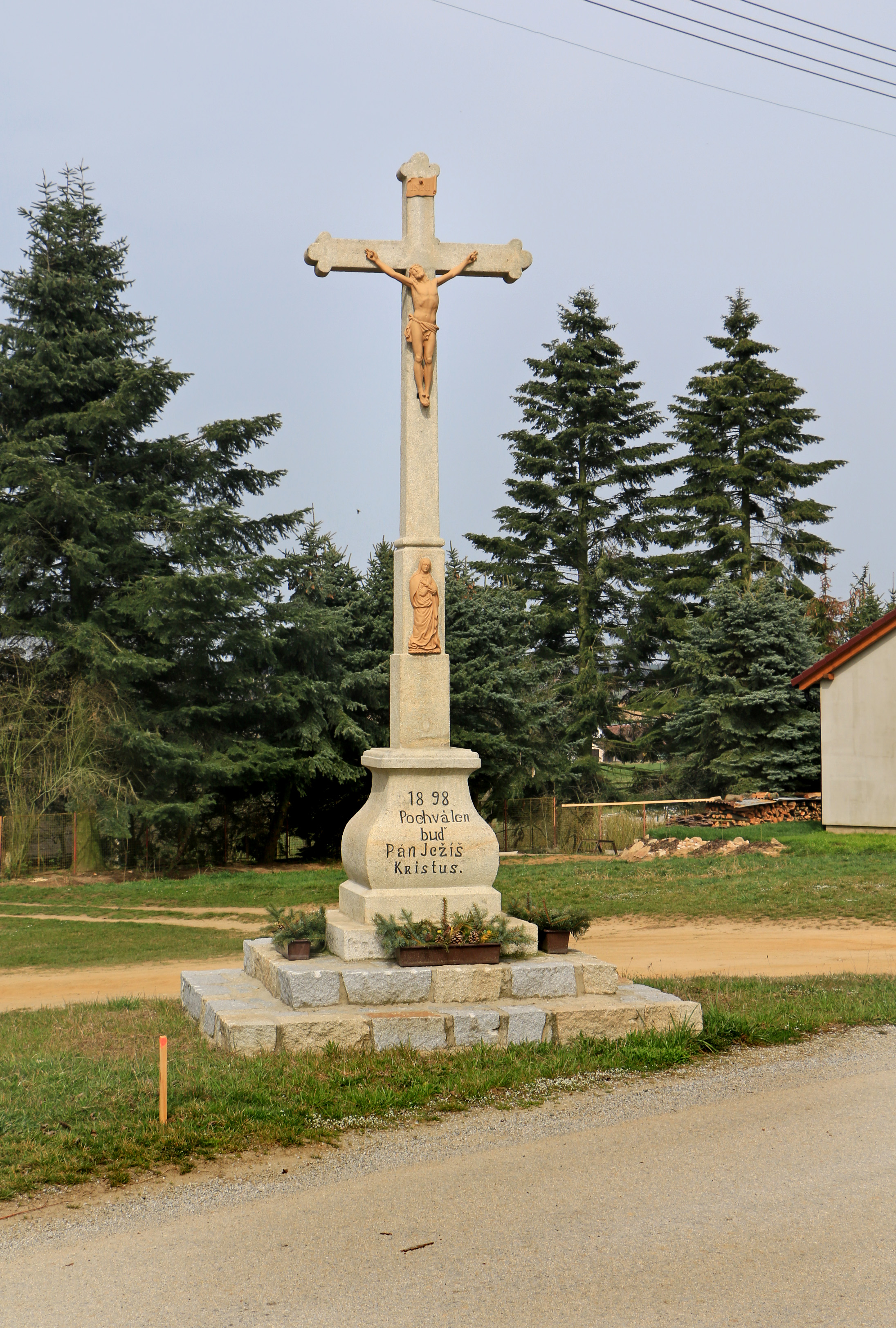
Kříž na jihu obce
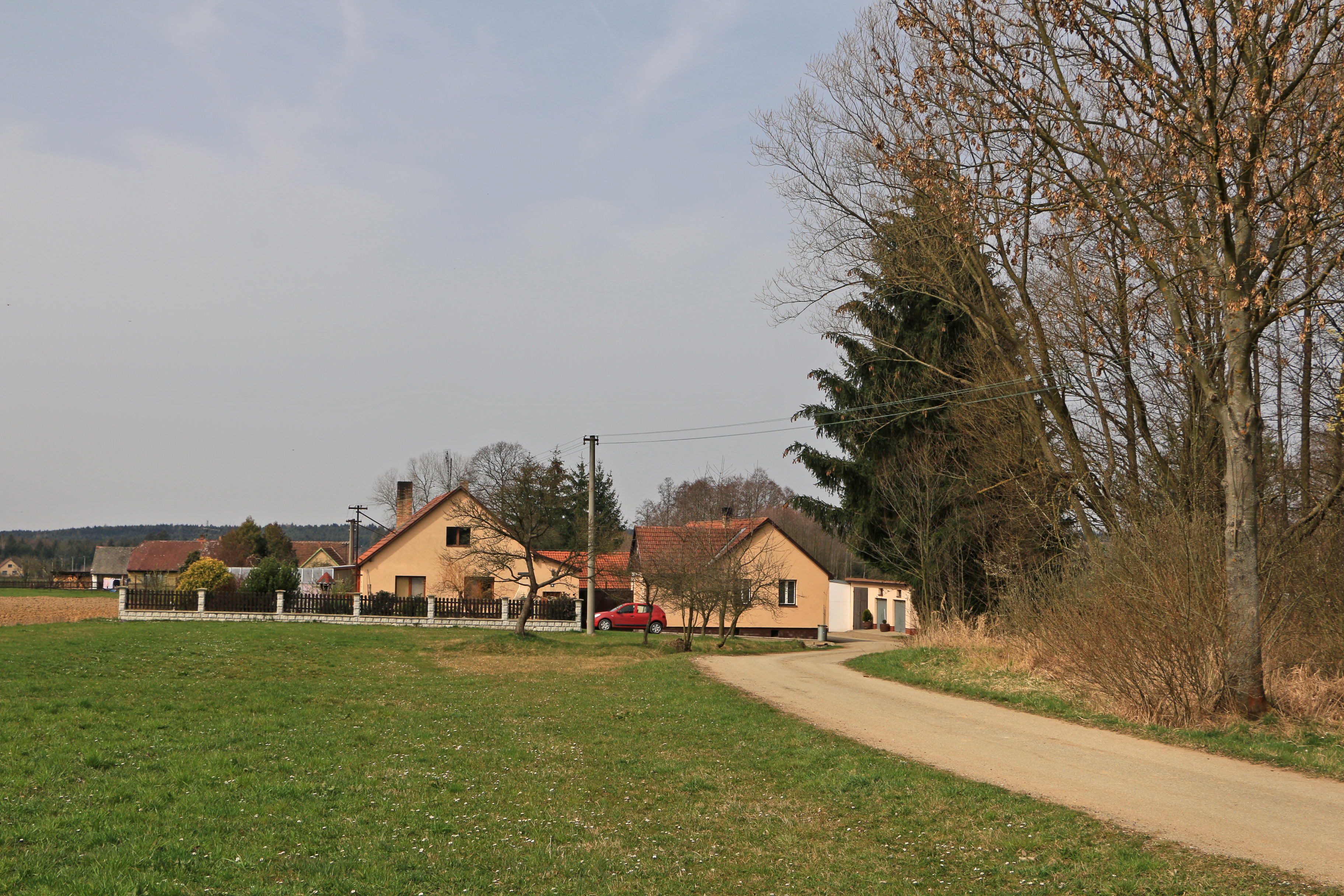
Domky na severozápadu
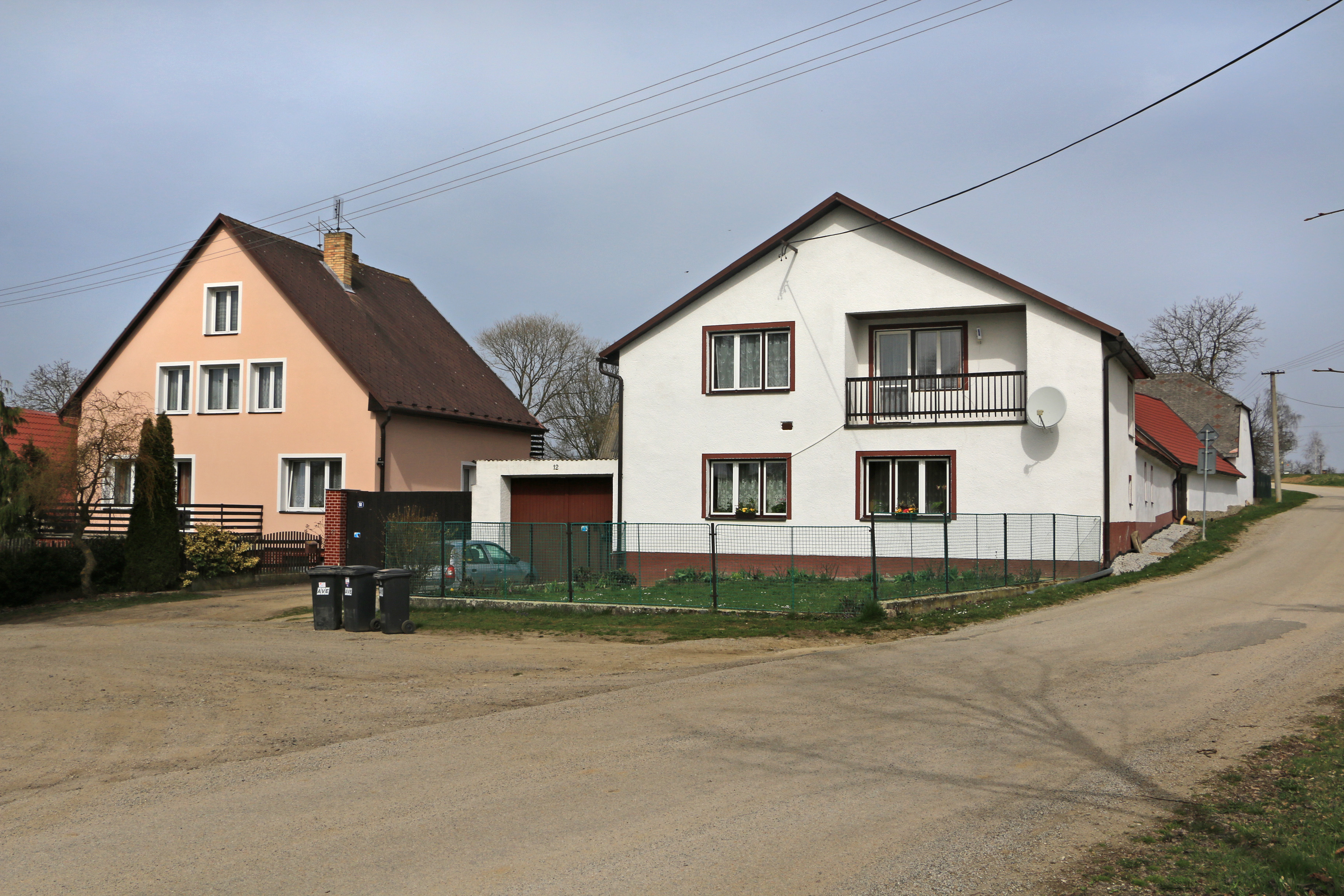
Severní část obce